# Коле Сан Ђовани (Кјети)
Коле Сан Ђовани (итал. Colle San Giovanni) је насеље у Италији у округу Кјети, региону Абруцо.
Према процени из 2011. у насељу је живело 41 становника. Насеље се налази на надморској висини од 283 м.